# 더 빅 이어
《더 빅 이어》(영어: The Big Year)는 2011년 공개된 미국의 코미디 영화이다. 데이비드 프랭클이 연출하고, 하워드 프랭클린이 각본을 담당하였다. 스티브 마틴, 잭 블랙, 오언 윌슨이 일 년 동안 북아메리카에서 가장 많은 새 종을 목격하는 기록을 세우는 경쟁인 빅 이어(big year)에 참전한 탐조인 셋을 연기하였다.
영화는 엇갈린 평을 받았으며, 박스 오피스 봄이 되었다.

## 줄거리
노련한 탐조인 셋이 일 년 사이에 가장 많은 종의 새를 포착하는 도전인 빅 이어(big year) 세계 기록 경쟁에 뛰어든다.
36살 볼티모어 프로그래머 브래드는 델에서 경력이 좌절된 후 대학원도 중퇴하고 펜실베이니아주 랜즈다운 원자력 발전소에서 소프트웨어 유지 작업을 하고 있다. 브래드는 현재 하는 일을 싫어하며, 빅 이어를 통해 삶의 목적 의식을 회복하고 부모님께 인정을 받길 기대한다. 결혼에 실패해 이혼한 브래드는 같은 탐조인 엘리에게 관심을 갖게 된다.
맨해튼 화학 기업체 창립자이자 CEO인 스튜는 탐조 활동을 지지해주는 건축가 아내가 있으며 함께 콜로라도로 은퇴할 계획이다. 스튜는 브래드와 친구가 되면서 서로를 돕게 된다.
빅 이어 현 관찰 기록 보유자인 지붕 공사 업자 케니는 세 번째 아내 제시카와 아이를 가지려고 계획을 세워놨지만 탐조 기록에 강박적으로 집착하며 이를 등한시하고, 경쟁자들을 방해하기 위해 치사한 술수를 부린다.

## 출연
- 스티브 마틴 - 스튜 프라이슬러 역
- 잭 블랙 - 브래드 해리스 역
- 오언 윌슨 - 케니 보스틱 역
- 러시다 존스 - 엘리 역
- 앤젤리카 휴스턴 - 애니 오클렛 역
- 짐 파슨스 - 크레인 역
- 로저먼드 파이크 - 제시카 역
- 조베스 윌리엄스 - 이디스 역
- 브라이언 데너히 - 레이먼드 역
- 다이앤 위스트 - 브렌다 역
- 앤서니 앤더슨 - 빌 클레먼트 역
- 팀 블레이크 넬슨 - 필 역
- 조엘 맥헤일 - 배리 루미스 역
- 캘럼 워시 - 콜린 데브스 역
- 코빈 번슨 - 길 고든 역
- 제시 모스 - 대런 역
- 케빈 폴랙 - 짐 기틀슨 역
- 배리 셔바카 헨리 - 닐 크레이머 의사 역
- 앤드루 윌슨 - 마이크 신 역
- 앨 로커 - 뉴욕 기상 통보관 역
- 존 클리즈 - 해설 역
- 준 스퀴브 - 노부인 역
- 스티븐 웨버 - 릭 역
- 신디 버즈비

## 기타 제작진
- 섭외: 하이키 브랜드스태터, 코린 메이어스, 마저리 심킨
- 미술: 브렌트 토머스
- 세트: 피터 랜도
- 의상: 모니크 프뤼돔